# كريس بيني
كريس بيني (بالإنجليزية: Chris Penny)‏ (16 فبراير 1973 - ) هو لاعب كرة قدم بريطاني في مركز الدفاع. لعب مع غريمسبي تاون ونادي دونكاستر روفرز وغرانتهام تاون ‏ وBrigg Town F.C. ‏ وHershey Wildcats ‏ وLock Haven Bald Eagles ‏ وفيلادلفيا كيكس ‏.